# (8387) Fujimori
(8387) Fujimori (1993 DO) – planetoida z pasa głównego asteroid okrążająca Słońce w ciągu 5,2 lat w średniej odległości 3 au. Odkryta 19 lutego 1993 roku.